# Игметово
Игметово (баш. Иғмәт) — село в Илишевском районе Республики Башкортостан Российской Федерации. Административный центр Игметовского сельсовета.

## География

### Географическое положение
Расстояние до:
- районного центра (Верхнеяркеево): 18 км,
- ближайшей ж/д станции (Буздяк): 100 км.

## Население
| 2002 | 2009 | 2010 |
| ---- | ---- | ---- |
| 340  | ↘317 | ↘296 |

Национальный состав
Согласно переписи 2002 года, преобладающая национальность — башкиры (96 %).

## Религия
В селе есть мечеть Раис-Мархаба.